# 伊藤麻衣 (気象予報士)
伊藤 麻衣（いとう まい、1986年5月7日 - ）は気象予報士、防災士。
静岡県御前崎市出身。ウェザーマップに所属。

## 略歴
静岡県生まれ。法政大学現代福祉学部を卒業後、一般企業に勤めながら、気象予報士を目指す。
2011年（平成23年）気象予報士登録後2012年（平成24年）ウェザーマップに所属し、ドライビングウェザーを担当した。
テレビのレギュラー出演は、2014年（平成26年）4月からNHK広島放送局で3年間気象情報を担当した後2017年（平成29年）4月からは郷里のNHK静岡放送局で気象情報を担当し現在に至っている。

## 人物
- 趣味：フラダンス、ボウリング、野球観戦
- 資格：秘書検定2級、漢字検定2級、英語検定2級、日商簿記3級、ふじのくに防災フェロー
- 好きな天気：風花。生まれ育った静岡県は雪が降りにくい土地だが時々風花が舞うことがある。小さな頃は青空にチラチラ舞う雪がきれいだと感じていたが気象予報士になりこの雪が日本海側から山脈を越え、飛んでくれたのだと知り、より愛おしく感じられるようになった。

## 現在の出演番組
- NHKニュース たっぷり静岡（NHK静岡放送局)

## 過去の出演番組
- おはようひろしま（NHK広島放送局）
- ひるまえ直送便（NHK広島放送局）
- ドライビングウェザー（NEXCO東日本）